# Dicranella densifolia
Dicranella densifolia là một loài Rêu trong họ Dicranaceae. Loài này được (Thér. & P. de la Varde) Thér. & P. de la Varde mô tả khoa học đầu tiên năm 1932.